# 19452 Кіні
19452 Кіні (19452 Keeney) — астероїд головного поясу, відкритий 31 березня 1998 року.
Тіссеранів параметр щодо Юпітера — 3,608.